# 3. Sinfonie (Ives)
Die 3. Sinfonie des amerikanischen Komponisten Charles Ives (1874–1954) mit dem Untertitel The Camp Meeting entstand weitgehend zwischen 1901 und 1904. Ihre Uraufführung fand jedoch erst 1946 statt, und im folgenden Jahr wurde Ives für das Werk mit dem Pulitzer Prize for Music ausgezeichnet.

## Entstehung und Uraufführung
Charles Ives wirkte 1899 bis 1902 als Organist der Central Presbyterian Church in New York. Um 1901 entwarf er seine 3. Sinfonie, deren musikalisches Material sich aus Hymnen und eigenen liturgischen Orgelstücken speist. Der Untertitel des Werkes The Camp Meeting verweist auf musikalische Erinnerungen Ives’ an evangelikale Camp Meetings in seiner Kindheit in Danbury. Die Partitur wurde um 1904 zusammengestellt und zwischen 1908 und 1911 nochmals revidiert. Charles Ives berichtete später, dass Gustav Mahler die Partitur in dem mit der Herstellung von Kopien beauftragten Büro gesehen und sich eine Kopie erbeten habe.
Charles Ives’ 3. Sinfonie erklang erstmals am 5. April 1946 in der New Yorker Carnegie Chamber Hall mit der New York Little Symphony unter Leitung von Lou Harrison. 1947 wurde das Werk mit dem Pulitzer Prize for Music ausgezeichnet. Der zum Zeitpunkt der Preisverleihung 73-jährige Komponist äußerte allerdings gegenüber einem Besucher, der ihm dazu gratulieren wollte, Preise seien the badge of mediocrity (das Kennzeichen für Mittelmäßigkeit) und verschenkte das Preisgeld, die Hälfte davon ging an Lou Harrison.

## Besetzung und Aufbau
Die Partitur verlangt ein Kammerorchester mit folgender Besetzung: Flöte, Oboe, Klarinette, Fagott, 2 Hörner, Posaune, Röhrenglocken und Streicher.
Die Aufführungsdauer beträgt etwa 20 bis 25 Minuten.
Die drei Sätze der Sinfonie sind wie folgt überschrieben:
1. Old Folks Gatherin’ - Andante maestoso
2. Children's Day - Allegro
3. Communion - Largo

Die Sinfonie bedient sich überwiegend tonaler und formaler Elemente europäischer Tradition, die mit Zitaten amerikanischer Hymnen (teilweise auch verändert) verschmolzen werden (insbesondere Azmon, Erie, Cleansing Fountain, Happy Land und Woodworth). So erklingt im 1. Satz eine regelgerechte Fuge. Erst im dritten Satz treten die für den späteren Ives charakteristischen chromatischen Verläufe, dissonanten Schichtungen und komplexen Metren stärker zutage. Im ersten und dritten Satz (beide verwenden teilweise dasselbe Grundmaterial) werden zunächst melodische Fragmente präsentiert, vollständige Themen erklingen erst am Satzende.

## Fassungen
Wie bei etlichen Werken von Ives erweist sich auch bei seiner 3. Sinfonie die Festlegung einer „definitiven“ Fassung als problematisch. Nach einer ersten Ausgabe von Lou Harrison wurde 1964 eine neue Partiturversion von Henry Cowell erstellt, 1990 legte Kenneth Singleton eine davon deutlich abweichende Fassung vor. Diese berücksichtigt zunächst vorgesehene, später wieder gestrichene, von Ives als Shadow lines (Schattenlinien) bezeichnete Passagen, die teils stark dissonante, solistisch und durchgehend leise zu spielende Begleitungen der melodischen Hauptverläufe darstellen. Alle drei Fassungen erschienen bei Associated Music Publishers, New York.